# Hunton, Kent
Hunton är en ort och civil parish i grevskapet Kent i sydöstra England. Orten ligger i distriktet Maidstone, cirka 7,5 kilometer sydväst om Maidstone. Civil parishen hade 671 invånare vid folkräkningen år 2021.